# Мильяро
Мильяро (итал. Migliaro) —  упразднённая коммуна в Италии, расположена в области Эмилия-Романья, подчиняется административному центру Феррара. Ныне является фракцией коммуны Фискалья.
Население коммуны, на 31.12.2013 года, составляло 2216 человек, плотность населения — 99,04 чел./км². Коммуна занимала площадь 22,38 км². 
Почтовый индекс — 44020. Телефонный код — 0533.

## История
Коммуна Мильяро была упразднена 1 января 2014 года, с целью создания новой коммуны Фискалья. Она была создана путём объединения соседних муниципалитетов Мильяро, Масса-Фискалья и Мильярино.